# 십란
십란(十亂)은 주나라 무왕의 치세시의 나라를 다스린 능력 있는 신하 열 명을 칭하는 것으로써, 남송 때의 사람인 왕응린이 편찬한 소학감주(小學紺珠)의 명신류(名臣類)에 따르면 각각 주공단(周公旦), 소공석(召公奭), 태공망(太公望), 필공(畢公), 영공(榮公), 대전(大顚), 굉요(閎夭), 산의생(散宜生), 남궁적(南宮適), 읍강(邑姜)을 뜻한다. 여기서의 란(亂)은 치(治)의 의미이다.

## 같이 보기
| - 팔원(八元) - 팔개(八愷) - 사악(四岳) - 구관(九官) - 오신(五臣) \| \| 이 글은 중국에 관한 토막글입니다. 여러분의 지식으로 알차게 문서를 완성해 갑시다. \| |                                                                                  |
| | 이 글은 중국에 관한 토막글입니다. 여러분의 지식으로 알차게 문서를 완성해 갑시다. |